# Guepiniopsis
Guepiniopsis Pat. (kieliszkówka) – rodzaj grzybów z rodziny łzawnikowatych (Dacrymycetaceae).

## Charakterystyka
Grzyby tremelloidalne składające się z kieliszkowatego lub trąbkowatego owocnika na trzonie. Miąższ o konsystencji galaretowatej. Grzyby saprotroficzne.

## Systematyka i nazewnictwo
Pozycja w klasyfikacji według Index Fungorum: Dacrymycetaceae, Dacrymycetales, Incertae sedis, Dacrymycetes, Agaricomycotina, Basidiomycota, Fungi.
Takson utworzył Narcisse Théophile Patouillard w 1883 r. Polską nazwę nadali Barbara Gumińska i Władysław Wojewoda w 1983 r.
Niektóre gatunki:
- Guepiniopsis alpina (Tracy & Earle) Brasf. 1938 – kieliszkówka alpejska
- Guepiniopsis buccina (Pers.) L.L. Kenn. 1959 – kieliszkówka trąbkowata
- Guepiniopsis estonica (Raitv.) M. Dueñas 2005 – tzw. łzawnik estoński
- Guepiniopsis fulva Deliv. 2012
- Guepiniopsis novoguineensis Kobayasi 1973
- Guepiniopsis oresbia Rangkuti & Rifai 1975
- Guepiniopsis ovispora B. Liu & L. Fan 1990
- Guepiniopsis pedunculata (Berk. & M.A. Curtis) Raitv. 1971
- Guepiniopsis suecica (McNabb) Jülich 1982 – kieliszkówka szwedzka

Nazwy naukowe na podstawie Index Fungorum. Nazwy polskie według Władysława Wojewody.